# پترا چوکووا
پترا چوکووا (به انگلیسی: Petra Chocová) (زادهٔ ۱۶ اوت ۱۹۸۶) شناگر اهل جمهوری چک است.